# 科普來特斯峽谷
科普來特斯峽谷（Coprates Chasma），又稱科普拉特斯斯峽谷或科普剌塔斯峽谷，是位於火星科普來特斯區的大型峽谷，中心位置在13.4°S, 61.4°W，長度約966公里，以火星表面的反照率特徵命名。該峽谷是火星巨大的水手號谷的一部分。

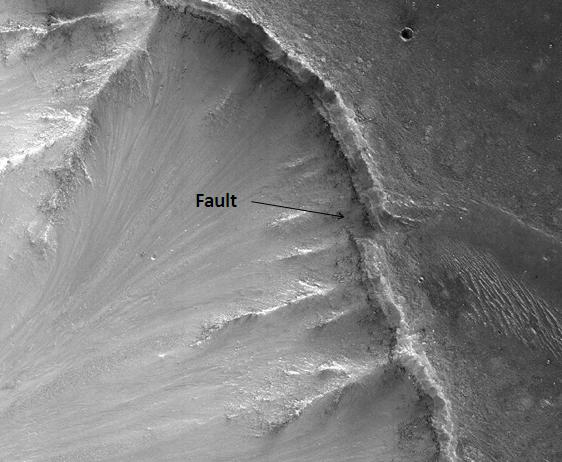
火星偵察軌道器的HiRISE拍攝的科普來特斯峽谷內斷層。斷層內地層岩石可能來自火山、湖泊或/與堆積在水手號谷內的風積物。